# Società Polisportiva Ars et Labor 1928-1929
Questa pagina raccoglie le informazioni riguardanti la Società Polisportiva Ars et Labor nelle competizioni ufficiali della stagione 1928-1929.

## Stagione
Continua la tradizione ungherese sulla panchina della SPAL. L'onorevole Ferri, nuovo presidente, conferma come allenatore Béla Károly. La prossima stagione vi sarà una nuova riforma dei campionati: il primo livello sarà la Serie A, il secondo livello sarà la Serie B, mentre la Prima Divisione diventerà il terzo livello calcistico italiano. 
Per accedere alla nascente Serie B i biancazzurri dovrebbero vincere il campionato. Per ottenere questo obiettivo approdano in biancoazzurro gli attaccanti Marchionneschi e Spanghero, gente abituata a buttarla dentro. La partenza è col botto, si parte con quattro vittorie, poi però la squadra rallenta e pur disputando un campionato di vertice, alla fine si deve accontentare del quarto posto. Notevole il bottino di Alfredo Marchionneschi, autore di 30 reti nei 28 incontri giocati.

## Rosa
| N. |                   | Ruolo | Calciatore          |
| -- | ----------------- | ----- | ------------------- |
|    | Italia (bandiera) | P     | Bruno Festi         |
|    | Italia (bandiera) | P     | Italo Zamberletti   |
|    | Italia (bandiera) | D     | Renato Balboni      |
|    | Italia (bandiera) | D     | Arnaldo Calzolari   |
|    | Italia (bandiera) | D     | Olao Cerini         |
|    | Italia (bandiera) | D     | Domenico Debarbieri |
|    | Italia (bandiera) | D     | Giovanni Margutti   |
|    | Italia (bandiera) | D     | Pocaterra           |
|    | Italia (bandiera) | D     | Slucca              |
|    | Italia (bandiera) | C     | Bruno Bertacchini   |

| N. |                   | Ruolo | Calciatore             |
| -- | ----------------- | ----- | ---------------------- |
|    | Italia (bandiera) | C     | Busolin                |
|    | Italia (bandiera) | C     | Dante Ferraresi        |
|    | Italia (bandiera) | C     | Antonio Manfredini     |
|    | Italia (bandiera) | C     | Luigi Spanghero        |
|    | Italia (bandiera) | A     | Aldo Barbieri          |
|    | Italia (bandiera) | A     | Arrigo Benvenuti       |
|    | Italia (bandiera) | A     | Bruno Braga            |
|    | Italia (bandiera) | A     | Allegro Facchini       |
|    | Italia (bandiera) | A     | Alfredo Marchionneschi |
|    | Italia (bandiera) | A     | Mario Romani           |

## Risultati

### Prima Divisione Nord (girone C)

#### Girone di andata
| Arbitro: | Barlassina (Novara) |

|                                                                                 |           |              |
| Facchini 35’, 40’ Romani 48’ Slucca 62’ (rig.) Spanghero 73’ Marchionneschi 75’ | Marcatori | 67’ De Rocco |

| Arbitro: | Bonello (Venezia) |

|            |           |                                             |
| Tomich 26’ | Marcatori | 32’ Spanghero 69’ Romani 72’ Marchionneschi |

| Arbitro: | Dall'Era (Brescia) |

|                         |           |  |
| Spanghero 6’ Slucca 65’ | Marcatori |  |

| 21 ottobre 1928 4ª giornata |  | – Turno di riposo della SPAL |  |  |

| Arbitro: | Rampini (Venezia) |

|  |           |                    |
|  | Marcatori | 40’ Marchionneschi |

| Arbitro: | Bertoli (Treviso) |

|                    |           |            |
| Marchionneschi 15’ | Marcatori | 30’ Derchi |

| Arbitro: | Medica (Bologna) |

|                 |           |  |
| Baruzzi 1’, 24’ | Marcatori |  |

| Arbitro: | Scarpi (Dolo) |

|                              |           |                         |
| Cebochin 61’ Zoch 76’ (rig.) | Marcatori | 18’, 60’ Marchionneschi |

| Arbitro: | Caironi (Milano) |

|                             |           |                    |
| Spanghero 12’ Benvenuti 13’ | Marcatori | 38’ (aut.) Balboni |

| Arbitro: | Bruna (Venezia) |

|                                         |           |  |
| De Biasi 6’ Curri 47’ (rig.) Sullig 83’ | Marcatori |  |

| Arbitro: | Brighenti (Trento) |

|                                    |           |  |
| Romani 43’, 63’ Marchionneschi 85’ | Marcatori |  |

| Arbitro: | Ferraro (Vercelli) |

|                                      |           |               |
| Moretto II 1’, 57’ Fornarola 2’, 86’ | Marcatori | 23’ Benvenuti |

| Arbitro: | Bellini (Padova) |

|             |           |                         |
| Tremoli 87’ | Marcatori | 16’, 30’ Marchionneschi |

| Arbitro: | Canetta (Alessandria) |

|                                            |           |                        |
| Roversi 20’, 33’ Fabbri II 39’ Baviera 54’ | Marcatori | 5’ Romani 16’ Facchini |

| Arbitro: | Caldirola (Milano) |

|                                                     |           |  |
| Marchionneschi 40’, 88’ Benvenuti 70’ Spanghero 84’ | Marcatori |  |

#### Girone di ritorno
| Arbitro: | Omodei Zorini (Novara) |

|              |           |                    |
| Wilfling 25’ | Marcatori | 47’ Marchionneschi |

| Arbitro: | Cugnini (Ancona) |

|                                                              |           |                           |
| Barbieri 13’ Spanghero 20’, 35’ Marchionneschi 22’, 25’, 70’ | Marcatori | 14’ Tomich 42’ Gasperutti |

| Arbitro: | Pellacani (Milano) |

|  |           |                    |
|  | Marcatori | 65’ Marchionneschi |

| 17 febbraio 1929 19ª giornata |  | – Turno di riposo della SPAL |  |  |

| Arbitro: | Turriti (Firenze) |

|                                                 |           |  |
| Marchionneschi 20’, 54’ Romani 36’ Barbieri 51’ | Marcatori |  |

| Arbitro: | Melandri (Genova) |

|             |           |                               |
| Bianchi 39’ | Marcatori | 48’ Romani 90’ Marchionneschi |

| Arbitro: | Barlassina (Novara) |

|                    |           |             |
| Marchionneschi 15’ | Marcatori | 34’ Podetti |

| Arbitro: | U.Gama (Milano) |

|                    |           |                        |
| Marchionneschi 14’ | Marcatori | 58’ Pitacco 75’ Perper |

| Arbitro: | Ferro (Milano) |

|                       |           |  |
| Foni 47’ Barbetti 48’ | Marcatori |  |

| Arbitro: | Caironi (Milano) |

|                         |           |                           |
| Marchionneschi 32’, 60’ | Marcatori | 3’ Simonetti 47’ Sternisa |

| Arbitro: | Giulini (Milano) |

|  |           |                    |
|  | Marcatori | 89’ Marchionneschi |

| Arbitro: | Rubinato (Venezia) |

|                                                |           |                |
| Marchionneschi 5’, 19’, 35’ Spanghero 15’, 70’ | Marcatori | 40’ Rebustello |

| Arbitro: | Scorzoni (Bologna) |

|                        |           |              |
| Marchionneschi 3’, 66’ | Marcatori | 55’ Mascotto |

| Arbitro: | Magliulo (Livorno) |

|                                             |           |  |
| Marchionneschi 2’, 32’ Romani 49’, 80’, 82’ | Marcatori |  |

| 2 giugno 1929 30ª giornata | CS Fiume | 0 – 2 A tav. | SPAL |  |